# Teodora Barrio
Teodora Barrio González (Marrubio, 1968), también conocida como Dori Barrio, es una escritora española en lengua leonesa.

## Obra
Interesada desde su infancia en la cultura cabreiresa, ha recopilado numerosas leyendas y tradiciones, así como un amplio vocabulario en cabreirés, dialecto propio de su lugar de procedencia.
Su escritura parte totalmente de la tradición oral y de su anhelo por la recuperación y conservación de las ancestrales costumbres de su comarca, trabajando principalmente el género del relato corto.
En 2006 fue una de las escritoras escogidas para participar en la edición conmemorativa de la obra El Dialecto Leonés de Ramón Menéndez Pidal, donde además de recogerse el facsímil de la primera edición y de las encuestas realizadas por el creador de la escuela filológica española, se adjuntaban 11 obras de diversos autores en leonés, entre los que el relato Augua fría y pan caliente, nunca fecierun buen vientre de esta escritora ejemplificaba el cultivo literario en el dialecto propio de Cabrera baja.
En 2016 su obra en prosa Debaxu la Parra fue galardonada con el segundo premio en el tradicional certamen literario Astúrica de relatos cortos en lengua leonesa, organizado por la asociación astorgana La Caleya.

## Publicaciones
- Barrio González, Teodora (2006). El Dialecto Leonés, edición conmemorativa. Relato Augua fría y pan caliente, nunca fecierun buen vientre (en leonés). El Buho Viajero. p. 159. ISBN 84-933781-6-X.
- Barrio González, Teodora (2014). Diz qu'una vez... Depósito Legal: LE-634-2014 (en leonés). Soluciones Editoriales Peñalba S.L. p. 159.